# Karel De Baere
Karel De Baere (* 5. Februar 1925 in Sint-Niklaas; † 9. Oktober 1985 ebenda) war ein belgischer Radrennfahrer.

## Sportliche Laufbahn
De Baere war im Straßenradsport aktiv. Von 1945 bis 1959 war er Unabhängiger und Berufsfahrer. Er gewann die Rennen Circuit des régions flamandes 1944, Dr. Tistaertprijs 1945, Omloop der Kempen 1946, Grote Prijs Stad Sint-Niklaas 1945 und 1951, Antwerpse Havenpijl und Omloop Mandel 1952, Roubaix–Huy 1953, GP Eugeen Roggeman (auch 1957) und Drie Zustersteden 1953, Omloop Het Nieuwsblad 1954, den Nationale Sluitingsprijs (auch 1958) und die Elfstedenronde 1955, Antwerpse Havenpijl 1957 und den Grote Prijs Stad Sint-Niklaas 1958.
Zweite Plätze holte De Baere im Scheldeprijs hinter Roger De Corte, bei Dwars West-Vlaanderen, in der Ronde van Limburg und in der Ronde van Haspengouw 1952, im Egmont Cycling Race 1954, im Antwerpse Havenpijl 1955, bei Kuurne–Brüssel–Kuurne 1958.
Dritter wurde De Baere bei Paris–Brüssel 1950, bei Dwars door Vlaanderen 1952, im Nationale Sluitingsprijs (auch 1959) und im Scheldeprijs 1953, in der Kampioenschap van Vlaanderen 1954 sowie im Antwerpse Havenpijl 1958.